# Cupulomyces lasiochili
Cupulomyces lasiochili — вид грибів, що належить до монотипового роду  Cupulomyces.